# سیارک ۲۵۴۱۲
سیارک ۲۵۴۱۲ (به انگلیسی: 25412 Arbesfeld، نامگذاری:1999VZ38) بیست و پنج هزار و چهارصد و دوازدهمین سیارک کشف شده‌است که در ۱۰ نوامبر ۱۹۹۹ کشف شد.
قدر مطلق سیارک برابر ۱۳.۵ است.